# Korsakräv
Korsakräv eller stäppräv (Vulpes corsac) är ett rovdjur i familjen hunddjur (Canidae).

## Utseende
Denna art har en gråaktig till ljus brunaktig eller rödaktig päls som vid undersidan är gul- eller vitaktig. Denna räv är ungefär 50 till 60 centimeter lång och sedan tillkommer en 25 till 30 centimeter lång svans. Vikten varierar mellan 1,9 och 3,2 kg. I motsats till den liknande rödräven (Vulpes vulpes) är korsakräven tydligt mindre och den har ingen påfallande vit svansspets. Däremot kan hela svansen vara ljus. Öronen och extremiteterna är långa i jämförelse med bålen. Vanligen är hanar lite större än honor.

## Utbredning och habitat
Denna art förekommer i centrala och östra delar av Asien. Utbredningsområdet sträcker sig från Volgas övre lopp till Manchuriet och Tibet. Denna räv finns till exempel i Turkestan, Mongoliet, Transbajkal, norra Kina, nordöstra Iran och norra Afghanistan. Habitatet utgörs av stäpper och halvöknar. Räven undviker skogar och människans boplatser.

## Levnadssätt
Denna räv livnär sig främst av mindre däggdjur som gnagare och hardjur samt av fåglar, kräldjur och insekter. När vanliga byten saknas äter korsakräven även olika växtdelar, kadaver och avfall från människans soptippar. Ofta använder den en lya som skapades av ett annat djur, till exempel grävling eller murmeldjur. I naturen är den vanligtvis aktiv på natten men i fångenskap är den även aktiv på dagen. Det antas att arten är mer social än andra rävar. Ibland syns flera rävar i samma bo och under vintern finns mindre jaktgrupper. Dessa består troligtvis av ett par och deras ungar från olika generationer. Parningstiden ligger mellan januari och mars, betraktad över hela utbredningsområdet, men kan vara kortare lokalt. Efter dräktigheten som varar i 52 till 60 dagar föder honan 2 till 10 ungar. Ungar som föds i fångenskap har en vikt av 60 till 65 g och en kroppslängd av 130 till 140 mm. De är i början blinda och öppnar sina ögon efter 14 till 16 dagar. Efter ungefär 28 dagar provar de för första gången fast föda. Unga korsakrävar i djurparker blir efter fyra till fem månader lika stora som de vuxna djuren och efter cirka nio månader könsmogna. Livslängden i fångenskap är omkring 13 år.

## Hot
Arten jagas för den varma och eftertraktade pälsen. I den sibiriska staden Irkutsk handlades vid slutet av 1800-talet årligen mellan 5 000 och 45 000 pälsar. På grund av att arten har problem med kulturlandskap hotas den av omvandlingen av levnadsområdet till åker. Dessa hot var anledningen till att arten försvann tillfälligt eller permanent från stora delar av sitt tidigare utbredningsområde (till exempel i Kazakstan). I Ryssland hölls under 1700-talet individer av denna art som husdjur.
Arten påverkas även när vanliga bytesdjur försvinner. Korsakräven använder ofta tomma murmeldjursbon som skydd och när murmeldjurens bestånd minskar saknas lämpliga gömställen.